# Chiesa di Santa Barbara (Villasalto)
La chiesa di Santa Barbara è un edificio religioso situato a Villasalto, centro abitato della Sardegna sud-orientale. Consacrata al culto cattolico, fa parte della parrocchia di San Michele, arcidiocesi di Cagliari.
Il 5 aprile 2015 la chiesa è stata eretta a santuario diocesano sotto il titolo di "Santuario di Santa Barbara, Vergine e Martire di Nicomedia".